# Saqqara

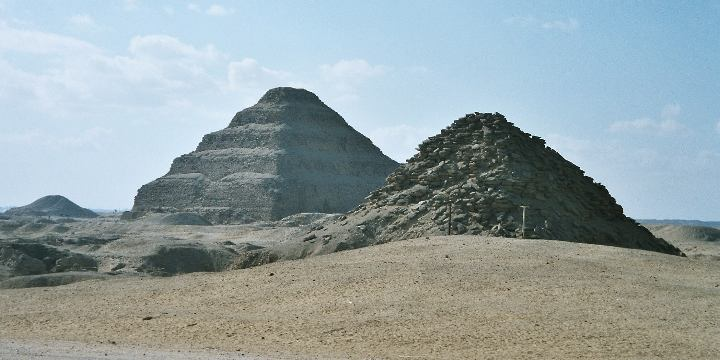
Từ trái qua phải lần lượt là lăng mộ của Djoser, Unas, Userkaf

Saqqara (Tiếng Ả Rập: سقارة), còn được viết là Sakkara hay Saccara, là một khu nghĩa trang của người Ai Cập cổ đại, thuộc tỉnh Giza ngày nay. Saqqara bao gồm nhiều kim tự tháp, nổi tiếng nhất trong số đó là kim tự tháp bậc thang của pharaon Djoser. Nằm cách khoảng 30 km về phía nam thủ đô Cairo, Saqqara chiếm một diện tích khoảng hơn 16 ha.

## Mô tả
Công trình lâu đời nhất được phát hiện tại Saqqara chính là kim tự tháp của Djoser, được xây dựng vào Vương triều thứ 3. Đây là ngôi mộ đầu tiên được xây dựng theo hình bậc thang, gọi là "mastaba". 16 ngôi mộ của các vị vua khác cũng tọa lạc tại đây. Một vài ngôi mộ đã bị đổ nát, hiện đang trong tình trạng bảo tồn. Các đại tư tế cũng cho xây dựng thêm nhiều công trình kỷ niệm trong khu nghĩa trang này xuyên suốt thời kỳ các pharaon ngự trị. Thời kỳ Hy Lạp và La Mã thống trị Ai Cập, Saqqara vẫn còn là nơi diễn ra nhiều lễ hội tôn giáo và là nơi chôn cất những người không mang trong mình dòng máu hoàng gia.
Phía bắc Saqqara giáp Abusir, phía nam giáp Dahshur. Đây cũng là 2 khu nghĩa trang hoàng gia cổ đại. Khu nghĩa trang rộng lớn kéo dài từ Giza đến Dahshur đã được UNESCO công nhận là di sản thế giới vào năm 1979.
Các nhà nghiên cứu cho rằng, cái tên "Saqqara" không phải bắt nguồn từ tên của thần chết Sokar mà lấy từ tên của một bộ lạc địa phương gọi là Beni Saqqar.

## Lịch sử

### Thời kỳ Sơ triều đại
Những quý tộc được chôn cất tại phía bắc cao nguyên Saqqara vào thời kỳ Vương triều thứ nhất, trong khi đó những lăng mộ của hoàng gia thì nằm ở vùng Abydos. Các vua của Vương triều thứ 2 sau đó đã cho xây dựng lăng mộ của mình tại Saqqara. Pharaon cuối cùng của Vương triều thứ hai là Khasekhemwy được chôn tại Abydos, nhưng một công trình kỳ niệm của ông lại nằm tại Saqqara.

#### Các công trình
- Mộ của Hotepsekhemwy
- Mộ của Nynetjer
- Khu phức hợp chôn cất của Sekhemkhet bao gồm: một mastaba chưa được hoàn thành của nhà vua (nhưng quan tài không chứa xác ướp của ông); một mastaba khác (còn gọi là Lăng mộ phía nam) chôn cất thi hài của một đứa bé 2 tuổi, nhiều xác ướp của các động vật, gốm sứ, đá quý và vàng bạc. Cả hai ngôi mộ được bao vây bởi các bức tường cao 10 mét.
- Đại sảnh lớn của Khasekhemwy gọi là Gisr el-Mudir. Nơi đây gồm nhiều cột đá và các bức tường thành, nhưng lại không tìm thấy bất cứ một mastaba nào bên trong. Một công trình nhỏ có lẽ được xây dựng ở phía tây bắc của khu này vì tại đó người ta tìm thấy nhiều mảnh vỡ bằng đá vôi, Bazan và đá hoa cương màu hồng.

### Thời kỳ Cổ vương quốc
Hầu như các vua của Vương triều thứ 4 lại chọn một nơi khác để xây dựng lăng mộ của họ, nhưng sau đó Saqqara lại được tái sử dụng dưới thời Vương triều thứ 5 và thứ 6. Unas, vua cuối cùng của Vương triều thứ 5, là người đầu tiên trang trí ngôi mộ của mình bằng cách khắc các dòng văn tự lên đó. Các quan tướng cũng được chôn cất xung quanh nhà vua của họ.

#### Các công trình
- Mastabat al-Fir'aun, mộ của Shepseskaf
- Phức hợp kim tự tháp của Userkaf
- Kim tự tháp Djedkare-Isesi
- Kim tự tháp cụt đầu của Menkauhor
- Phức hợp kim tự tháp của Teti
- Hai ngôi mộ của Mereruka và Kagemni, tể tướng dưới thời Teti
- Mộ của Khnumhotep và Niankhkhnum, cặp đôi đồng tính đầu tiên trong lịch sử Ai Cập cổ đại
- Kim tự tháp của Unas
- Mộ của Ptahhotep, tể tướng dưới thời pharaon Djedkare Isesi
- Mộ của Akhethetep, con trai Ptahhotep
- Kim tự tháp của Pepi I
- Kim tự tháp của Merenre
- Kim tự tháp của Pepi II
- Mộ của Perneb, một quan chức hoặc thành viên trong hoàng gia, được xây dựng giữa niên đại của Djedkare Isesi và Unas
- Kim tự tháp của Qakare Ibi

### Thời kỳ Trung vương quốc
Từ thời này trở đi, Memphis không còn là kinh đô của các triều đại sau đó, các pharaon đã chọn những nơi khác làm nơi yên nghỉ cho mình. Vì thế, rất ít công trình thuộc thời kỳ này được phát hiện tại đây.

#### Các công trình
- Kim tự tháp của Khendjer
- Kim tự tháp của một vị vua không rõ tên

### Thời kỳ Tân vương quốc trở đi

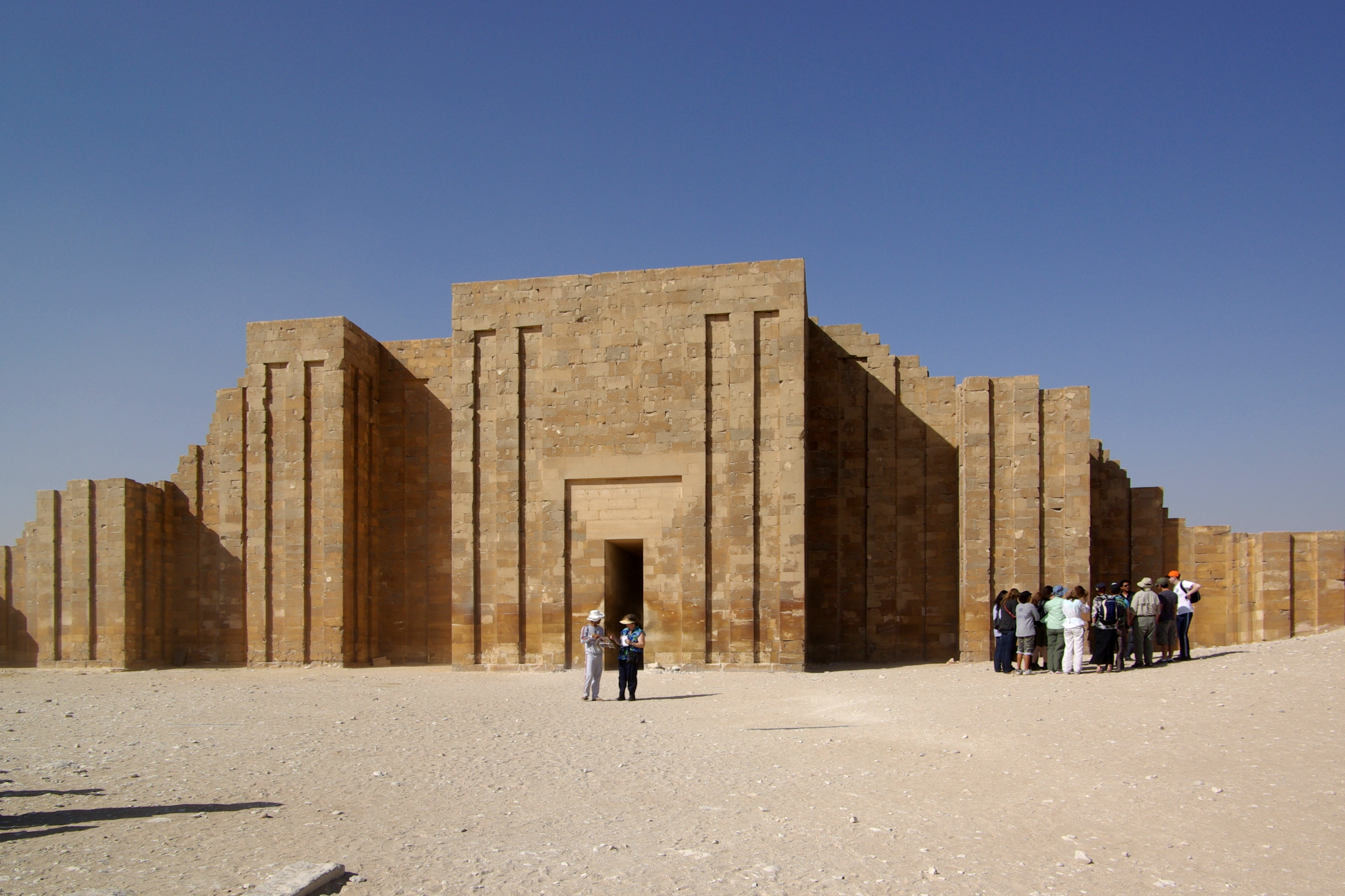
Phức hợp an táng của Djoser

Từ Vương triều thứ 18 trở đi, Saqqara trở thành nơi chôn cất của các quý tộc trong triều đình. Điển hình là những ngôi mộ của tể tướng Aperel (phục vụ dưới triều vua Amenhotep III và Akhenaten); tể tướng Neferronpet (phục vụ dưới triều vua Ramesses II đến Seti II); thợ điêu khắc Thutmose, tác giả của bức tượng bán thân nổi tiếng của nữ hoàng Nefertiti; Maia, nhũ mẫu của Tutankhamun; quản khố Maya và phu nhân Merit. Ngay chính cả pharaon Horemheb cũng xây cho mình một ngôi mộ lớn tại đây khi ông còn là một tướng quân, mặc dù về sau ông được táng tại ngôi mộ KV57, Thung lũng các vị Vua.
Nhiều công trình kỷ niệm trước đây đã bị sụp đổ khá nhiều. Hoàng tử Khaemwaset, con của Ramesses II đã cho khôi phục lại các ngôi mộ của các tiên vương tại đây. Ông cho đắp lại kim tự tháp của vua Unas và khắc thêm một bài văn ở phía nam kim tự tháp về việc sửa chữa này. Ông cũng cho mở rộng đền thờ Serapeum, nơi chôn cất bò thần Apis; về sau nơi này cũng là lăng mộ của ông, được phát hiện bởi nhà Ai Cập học người Pháp Auguste Mariette (1851).
Sau thời kỳ Tân vương quốc, nơi đây vẫn là nơi yên nghỉ của các quý tộc.

#### Các công trình
- Nhiều ngôi mộ của các quan lại, quý tộc. Trong số đó, mộ của Maya và Merit và mộ gió (mộ rỗng) của Horemheb chứa rất nhiều kỷ vật và các bức tượng, chúng được cất giữ tại Bảo tàng Khảo cổ Quốc gia (Hà Lan) và Bảo tàng Anh.
- Đền thờ Serapeum, nơi chôn cất những con bò mộng Apis, hiện thân của thần Ptah Ai Cập.
- Một công trình kỷ niệm các nhà thơ và các triết gia người Hy Lạp, tạm dịch là "Vòng tròn triết gia".
- Một số các tu viện Copt.

## Khám phá sau này
Một nhóm các nhà nghiên cứu tại trường đại học Cardiff, Anh đã phát hiện gần 8 triệu xác ướp của chó tại nghĩa trang Saqqara. Chúng có thể là những sinh vật được hiến tế cho các vị thần. Ngoài ra còn các xác ướp của chim và nhiều động vật khác.